# NGC 7310
NGC 7310 ist eine Balken-Spiralgalaxie vom Hubble-Typ SABbc im Sternbild Aquarius auf der Ekliptik. Sie ist schätzungsweise 444 Millionen Lichtjahre von der Milchstraße entfernt.
Das Objekt wurde am 20. Juli 1885 von Francis Leavenworth entdeckt.